# Blowing in the Wind
Blowing in the Wind è un album di Lou Donaldson, pubblicato dalla Cadet Records nel 1967. Il disco fu registrato il 30 agosto 1966 al RCA Custom Studios di New York (stessa session del disco At His Best, ma con una formazione diversa).

## Tracce
Lato A
1. Blowin' in the Wind – 3:52 (Bob Dylan)
2. Who Can I Turn to (When Nobody Needs Me) – 4:21 (Leslie Bricusse, Anthony Newley)
3. The Wheeler-Dealer – 3:50 (Lou Donaldson)
4. Passing Zone – 3:51 (Lou Donaldson)

Lato B
1. Hello, Dolly! – 4:53 (Jerry Herman)
2. Relaxing in Blue – 8:40 (Lou Donaldson)
3. Herman's Mambo – 4:47 (Herman Foster)

## Musicisti
Lou Donaldson Quintet
- Lou Donaldson - sassofono alto
- Herman Foster - pianoforte
- Sam Jones - contrabbasso
- Leo Morris - batteria
- Richard Landrum - congas